# Allerheiligenkirche (Hamburg)

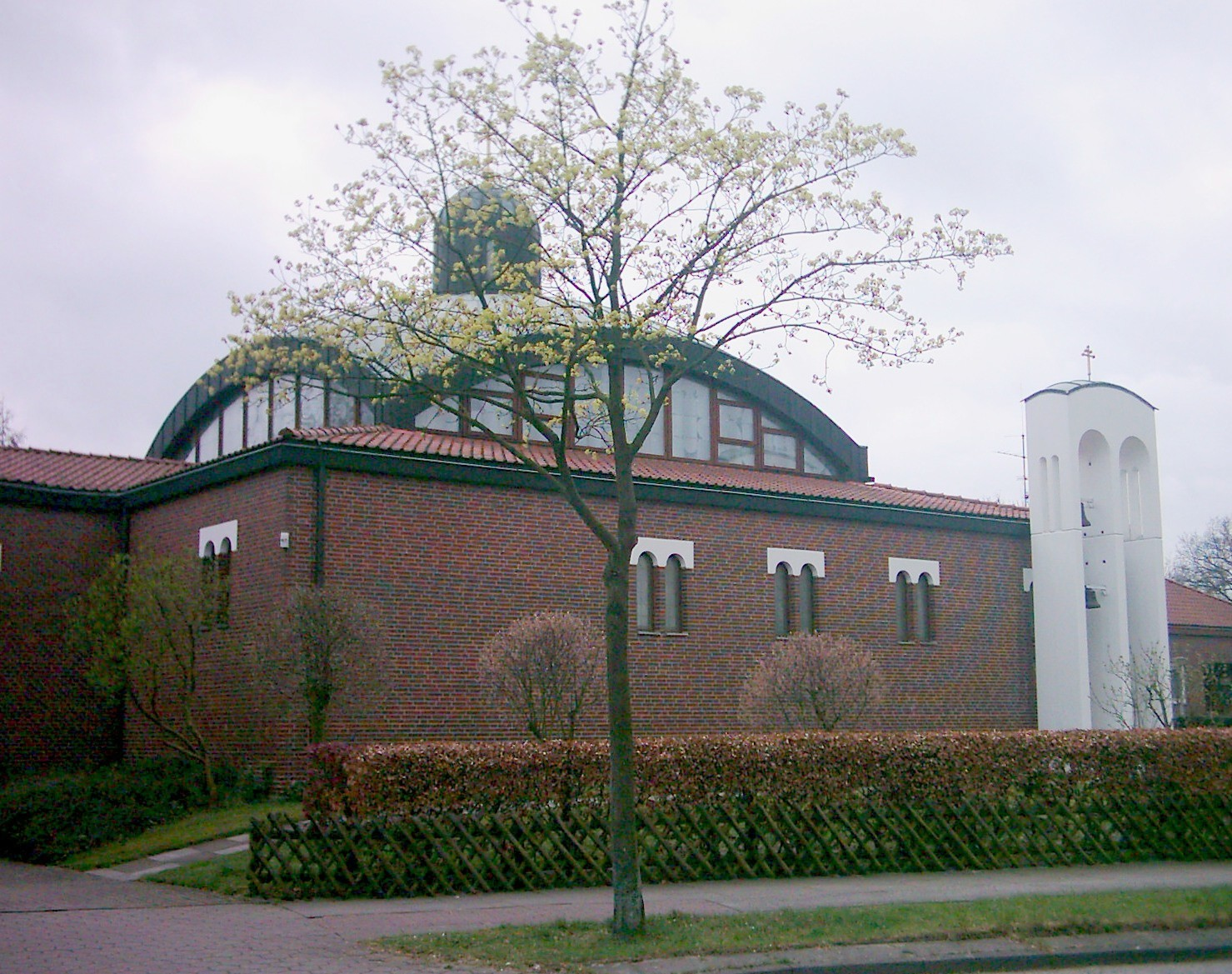
Ukrainisch-katholische Kirche Aller Heiligen, Hamburg

Die Allerheiligenkirche im Hamburger Stadtteil Neugraben-Fischbek ist eine ukrainisch-katholische Kirche im Apostolischen Exarchat Deutschland und Skandinavien.

## Geschichte
Planung und Bau der Kirche und des Gemeindezentrums erfolgten Ende der 1970er Jahre für die eingewanderten Ukrainer, die der unierten Kirche des Byzantinischen Ritus ihres Herkunftslandes angehören. Den Anstoß hatte Großerzbischof Jossyf Kardinal Slipyj gegeben, der die Gemeinde 1969 besuchte. 1980 konnte die Kirchweihe gefeiert werden. Das Gotteshaus trägt das Patrozinium aller Heiligen der Ost- und Westkirche.

## Architektur
Der Entwurf der Allerheiligenkirche stammt von Karlheinz Bargholz. Sie ist ein Backsteinbau auf quadratischem Grundriss mit Apsis im Osten. Darüber spannt sich eine flache, kupfergedeckte Kuppel mit einer kreuzbekrönten Laterne. In den angeschnittenen Seiten der Kuppel befinden sich große Fensterflächen. Die Mauern des Erdgeschosses sind nur mit schmalen Rundbogenfensterpaaren durchbrochen. Ein weißer Glockenständer trägt das Geläut. Das Tympanon des Portals füllt ein Mosaik des segnenden Christus von Erentrud Trost OSB.

## Inneres
Das Innere der Kirche ist gegliedert in den Eingangsbereich, den Raum der Gläubigen und den durch die Ikonostase abgeteilten Altarraum. Von dem reichen Bildschmuck sind besonders die Deckenfresken hervorzuheben: in der Kuppel Christus als Pantokrator, umgeben von Engeln, Propheten und Evangelisten; über dem Altar eine Maria orans mit dem segnenden Christusknaben. Diese sowie die reiche Ikonenausstattung schuf der serbische Mönch Danilo Marunić.